# Petru Sescu
Petru Sescu (n. 3 aprilie 1965, Săbăoani, regiunea Bacău, România) este un cleric romano-catolic român, care îndeplinește funcția de episcop auxiliar al Diecezei de Iași.

## Biografie
Petru Sescu a studiat filosofia și teologia la Institutul Teologic Romano-Catolic „Sf. Iosif” al Diecezei de Iași și a fost hirotonit preot la 26 mai 1991 de papa Ioan Paul al II-lea.
În afară de diverse sarcini în domeniul pastoral, a fost prefect de studii la Seminarul Teologic Minor din Bacău și mai târziu econom diecezan. Anterior numirii ca episcop auxiliar, a fost paroh al Parohiei „Sfântul Nicolae” din Bacău și decan al Decanatului Bacău Centru.
Papa Francisc l-a numit la 30 septembrie 2021 ca episcop titular de Murcona și episcop auxiliar al Diecezei de Iași.